# Ministerio del Poder Popular para la Participación y Protección Social
El Ministerio del Poder Popular para la Participación y Protección Social (MINPADES, posteriormente MPS) fue un ministerio venezolano creado en el 2005 a partir del Ministerio de Salud, durante el gobierno de Hugo Chávez, bajo el nombre de Ministerio de Desarrollo Social y Participación Popular. En el 2009, Chávez ordenó que el ministerio fuese suprimido y que algunas de sus competencias fuesen fusionadas de nuevo con el ministerio de Salud, y que el resto fuesen integradas al ministerio de las Comunas. Su función era la de "impulsar la participación y el poder popular y sobre todo la interconexión de los entes involucrados en la propuesta, diseño y ejecución de proyectos de desarrollo integral con una mayor acción de la comunidad organizada."
Fue creado a partir del viceministerio de Desarrollo Social, que estaba adscrito al ministerio de Salud y Desarrollo Social. De acuerdo a Chávez, surgió por la necesidad de consolidar el sistema político venezolano, que es descrito en la constitución venezolana como una "democracia participativa". En marzo de 2009, Chávez decidió suprimir este ministerio, y transferir las competencias en materia de protección social al ministerio de Salud, que pasó a llamarse Ministerio del Poder Popular para la Salud y Protección Social; las competencias en materia de participación fueron transferidas al ministerio de Economía comunal, que pasó a llamarse Ministerio del Poder Popular para las Comunas.

## Ministros
El 11 de julio de 2005, durante el programa Aló Presidente #228, Hugo Chávez designó al General en jefe Jorge Luis García Carneiro como ministro del recién creado ministerio. García Carneiro se estaba desempeñando como Ministro de Defensa de Venezuela en ese momento, siendo sustituido por el Almirante Orlando Maniglia.
El 5 de enero de 2007, el diputado David Velásquez, sustituyó al Gral. García Carneiro. Velásquez se desempeñaba como presidente de la Comisión Permanente de Participación Ciudadana de la Asamblea Nacional de Venezuela en el momento de su nombramiento.
El 4 de enero de 2008, Érika Farías, entonces ministra del Despacho de la Presidencia, reemplazó a David Velásquez. Cuando Chávez suprimió el MPS en 2009, Farías se quedó en el gabinete, pero ahora a cargo del ministerio de las Comunas (MinComunas), que había absorbido parte de las funciones del MPS.
| Ministros del Poder Popular para la Participación y Protección Social |                            |             |             |
| Orden                                                                 | Nombre                     | Período     | Presidente  |
| 1                                                                     | Jorge Luis García Carneiro | 2005 - 2007 | Hugo Chávez |
| 2                                                                     | David Velásquez            | 2007 - 2008 | Hugo Chávez |
| 3                                                                     | Érika Farías               | 2008 - 2009 | Hugo Chávez |